# 合和酒店
合和酒店（英語：Hopewell Hotel），前稱合和中心二期（英語：Hopewell Centre Phase 2）及 Mega Tower，為香港合和實業獨資項目，位於香港島灣仔堅尼地道15號，位於灣仔南部堅尼地道和船街之間，鄰近合和中心一期，發展總樓面面積約172,700平方米；設有1000多間豪華客房、零售商店、戲院、多用途會議室及演講廳等各種配套設施的大型酒店項目，預期為全港最大酒店。城市規劃委員會於1994年批准擬建合和中心二期之地段作酒店發展用途。2008年11月中發展商合和實業宣佈大幅削減合和中心二期的發展規模。2017年4月13日合和實業公布，鑑於公司採用新地盤平整及地基工程設計，以改善合和中心二期的整體設計，令建築結構更加鞏固，地盤平整及地基工程的施工期將會延長，預計合和中心二期的目標開業時間將推遲至2024年年終。

## 歷史
合和中心二期原計劃與「九龍悅來酒店」（位於新界荃灣）同步發展，並稱為「香港悅來酒店」，但由於計劃龐大，投資額達45億港元，以約15倍地積比率作高密度發展，其中更改規劃用途的涵蓋土地一半為政府官地，並牽涉到交通改道需要，計劃提出至今超過20年，進展並不如意。
1982年至1993年間，合和實業曾8次向香港城市規劃委員會申請合和中心二期（當時稱為Mega Tower）的發展計劃，其中6次獲准，2次遭否決。1994年，合和再度提出申請，提出興建樓高93層的大樓，方案獲城規會批准。該方案包括108萬呎酒店，共2197個房間及68.7萬呎寫字樓。然而當時地產市道很好，合和一直未能完成收購地皮上所有私人物業，因此一直未有動工。
2004年，合和終完成多個堅尼地道、船街及厚豐里等收購土地程序，並於同年4月修訂合和中心二期的計劃，但被城規會以5大理由第3次否決。同年7月合和主席胡應湘提出上訴，將原93層大樓的興建計劃，改為2幢樓高61層的大樓，以免其高度遮蔽港島的山脊線，但城規會於2005年2月第4次否決計劃。
2006年6月5日，合和再度向城規會提出上訴。然而由於城規會內有香港中文大學及香港城市大學教授擔任委員，瓜田李下，胡應湘為避嫌疑，堅持辭去城大校董會主席及中大工商管理系榮譽教授名銜。合和繼續向城規會之決定提出上訴，聆訊於2007年1月進行，但在部份社會人士反對之下，上訴再度失敗。
因為2幢樓高61層的大樓的計劃屢遭反對，合和於2008年初決定改回使用1994年已獲城規會批准的93層大樓方案，但這再度引起部份社會人士的不滿。2008年8月1日，合和實業正式把Mega Tower改名為「合和中心二期」，而圖則會有微調。
11月19日，合和決定大幅修改計劃，使總樓面面積減少31%，樓宇層數由93層減至55層，地積比率由15倍減至10.3倍。酒店房間由2197間減至1024間，而發展商承諾提供的休憩空間，沒有改變。
2012年6月26日，合和旗下韋安投資與政府達成補地價協議，補地價涉及37.2593億元，計劃興建成港島區首個會議酒店，提供1024間酒店房，並設有商場和寫字樓。項目以可建樓面約109.36萬方呎計，每呎補地價金額約3407元，由於合和將同時進行道路改善和建設6萬多方呎休憩公園，總投資額料達90億元。
2014年6月，合和再度向城規會申請修訂計劃，將寫字樓樓面取消，改為興建全港首間「國際會議酒店」，設容納1,500人的會議廳，並提供1,024間酒店房間。唯方案由三叉式大樓改回曾被否決的「屏風式」建築。
2017年獲城規會通過的最終方案，恢復55層三叉式大樓設計。項目於2019年8月正式動工，原定2022年底落成，惟工程延誤，直至約2023年才封頂。
位於酒店基座的合和商场于2024年11月1日试业，酒店则将于2024年年底开业。

## 合和商场
合和商场位於酒店的基座，樓高10層，屬於合和中心商场的延展部分。於2024年11月1日试业，並於12月19日正式開幕。

### 店舖列表
- Nitendo Switch 體驗專門店
- 3萬平方呎「歡樂天地」
- Nitori（佔地5萬平方呎，位處商場5樓全層）
- Food Parc（大型超市及美食廣場，佔地2萬平方呎，位處商場15樓1502-1503號舖）
- 名創優品
- Kiztopia
- 玩具“反”斗城
- The Barkyard
- SUMI-LAND
- 精品
- 土土屋
- Primeval Organic
- balabala
- One Small Step
- The White Box by Little Prince Art
- Timberland
- New Balance
- New Era
- FREE RUNNING
- 莎莎
- NIKE
- ASICS
- Adidas
- PUMA
- Li-Ning
- MINISO
- 西松屋
- Protrek
- 神山麺屋

## 建設圖集

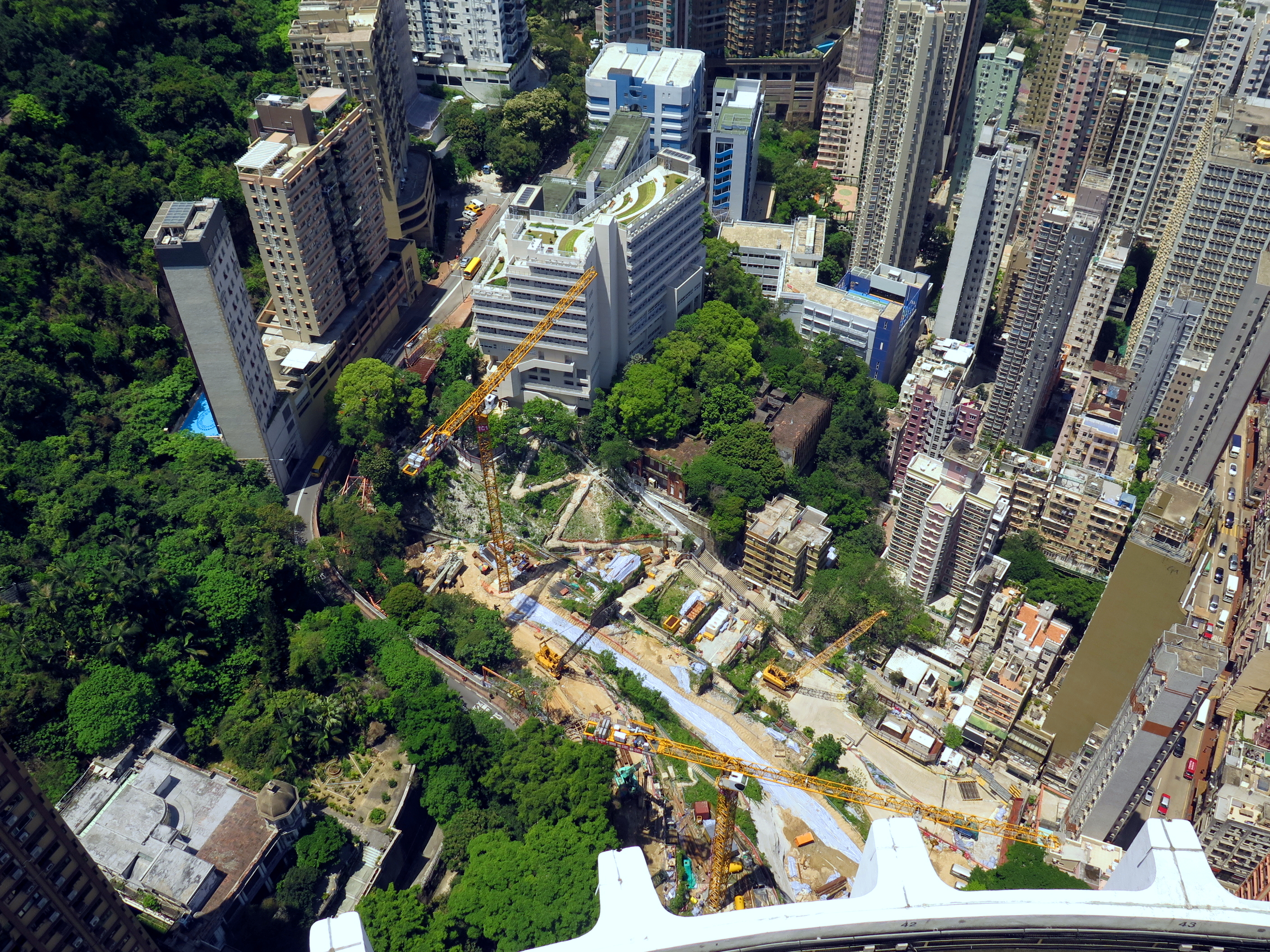
地盤平整中，2015年4月
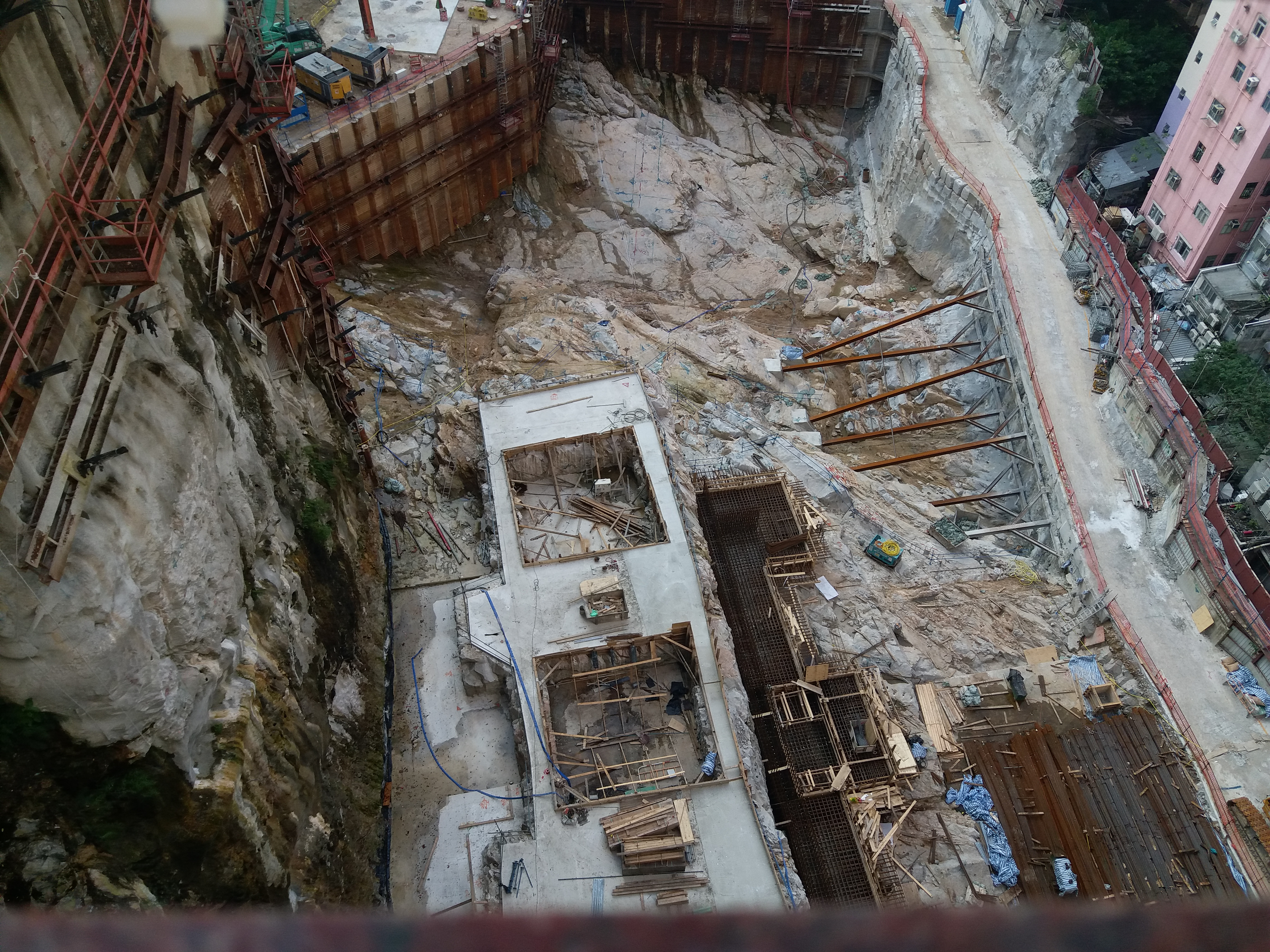
嵌岩地基大致完成，2018年9月
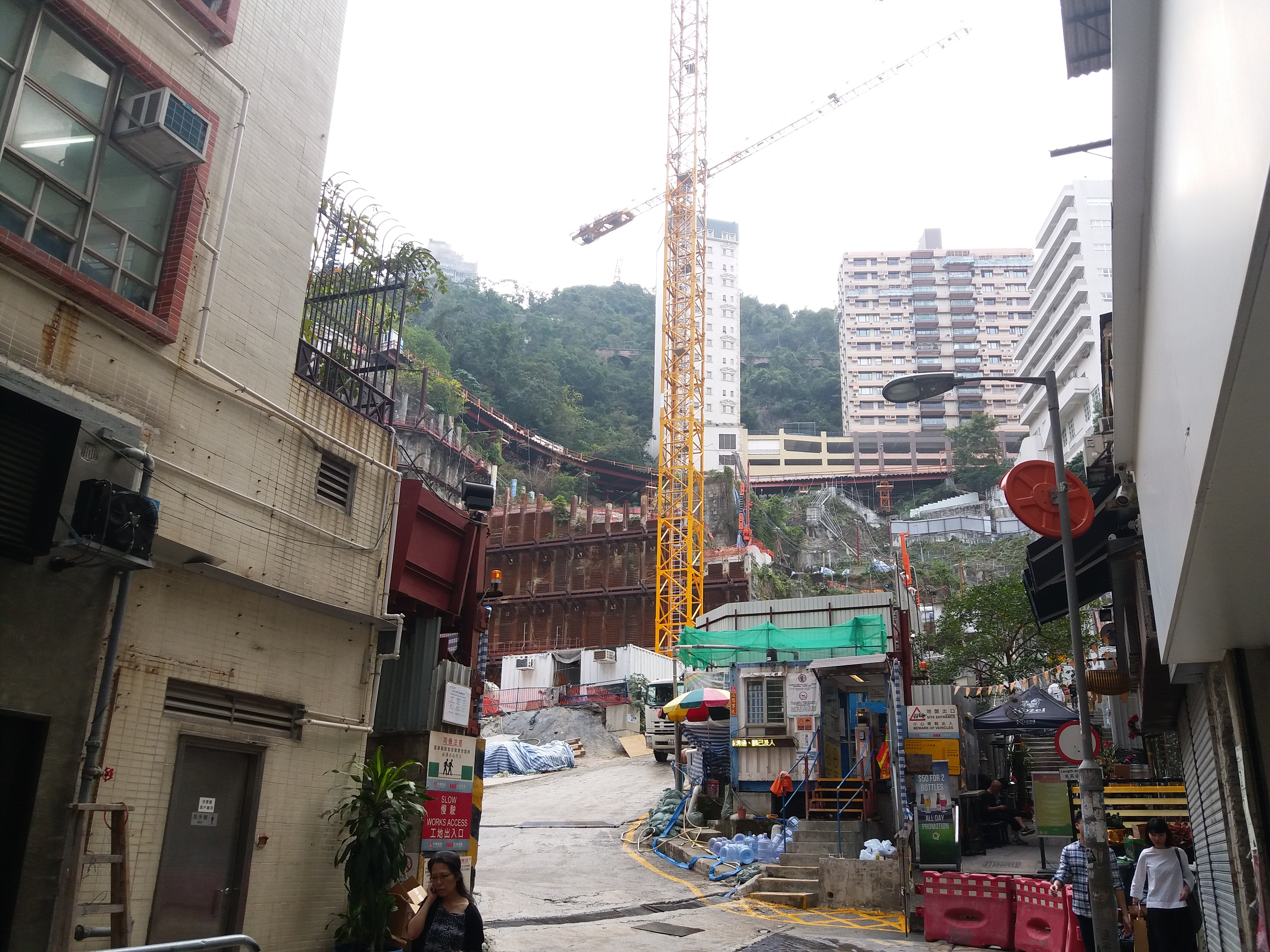
開展上蓋工程，2018年12月
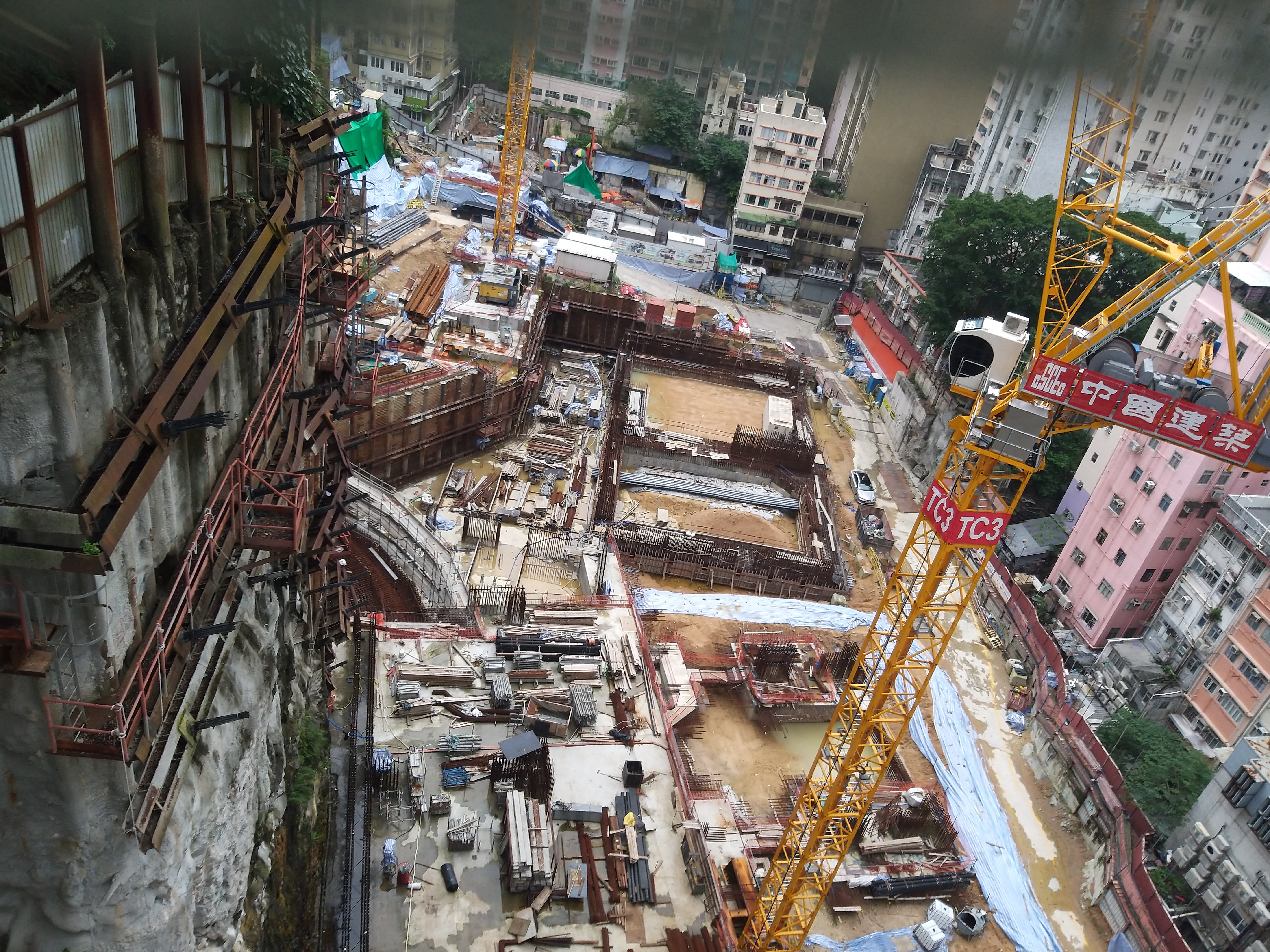
開始興建首層，2019年7月
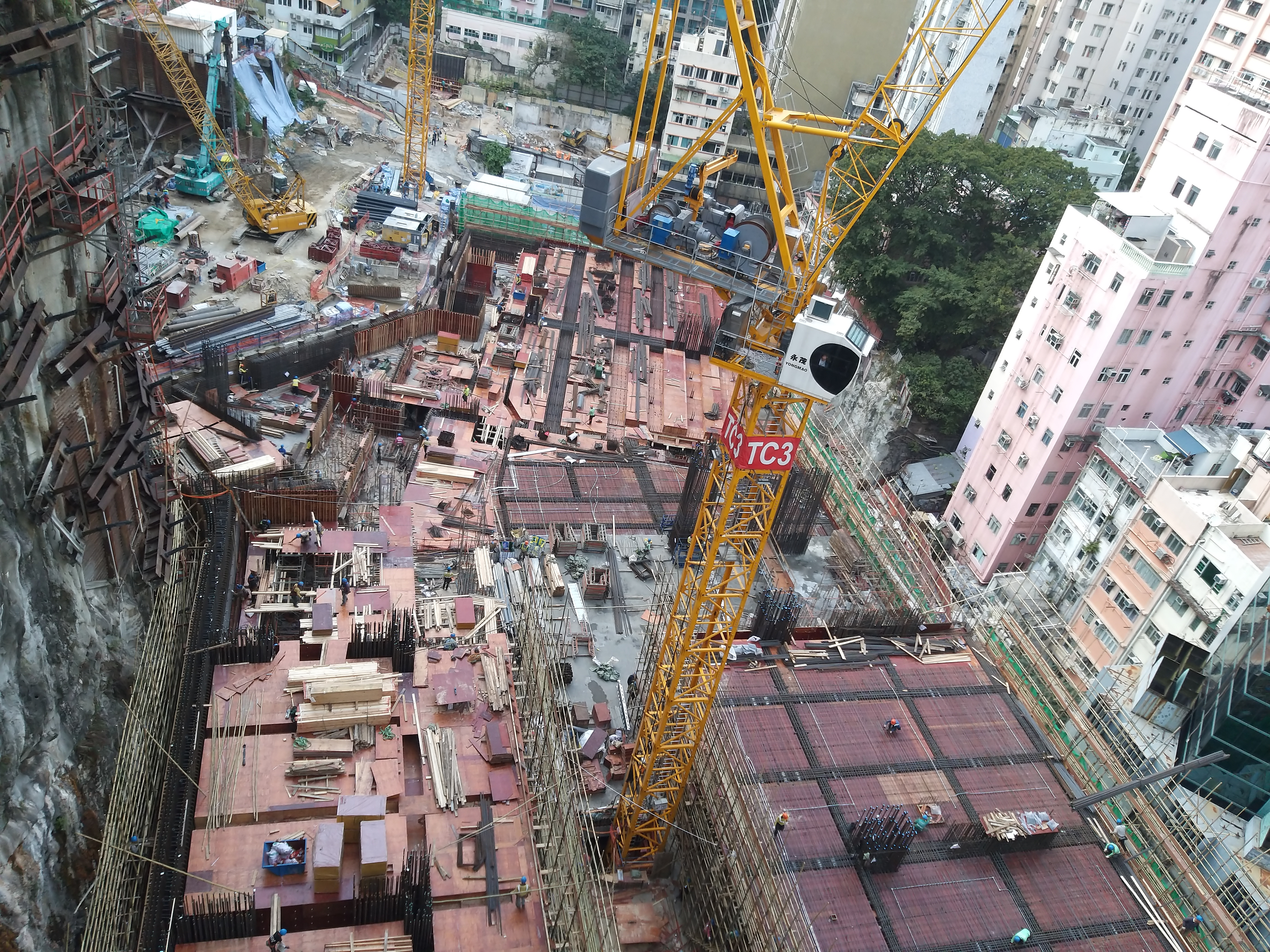
2019年12月
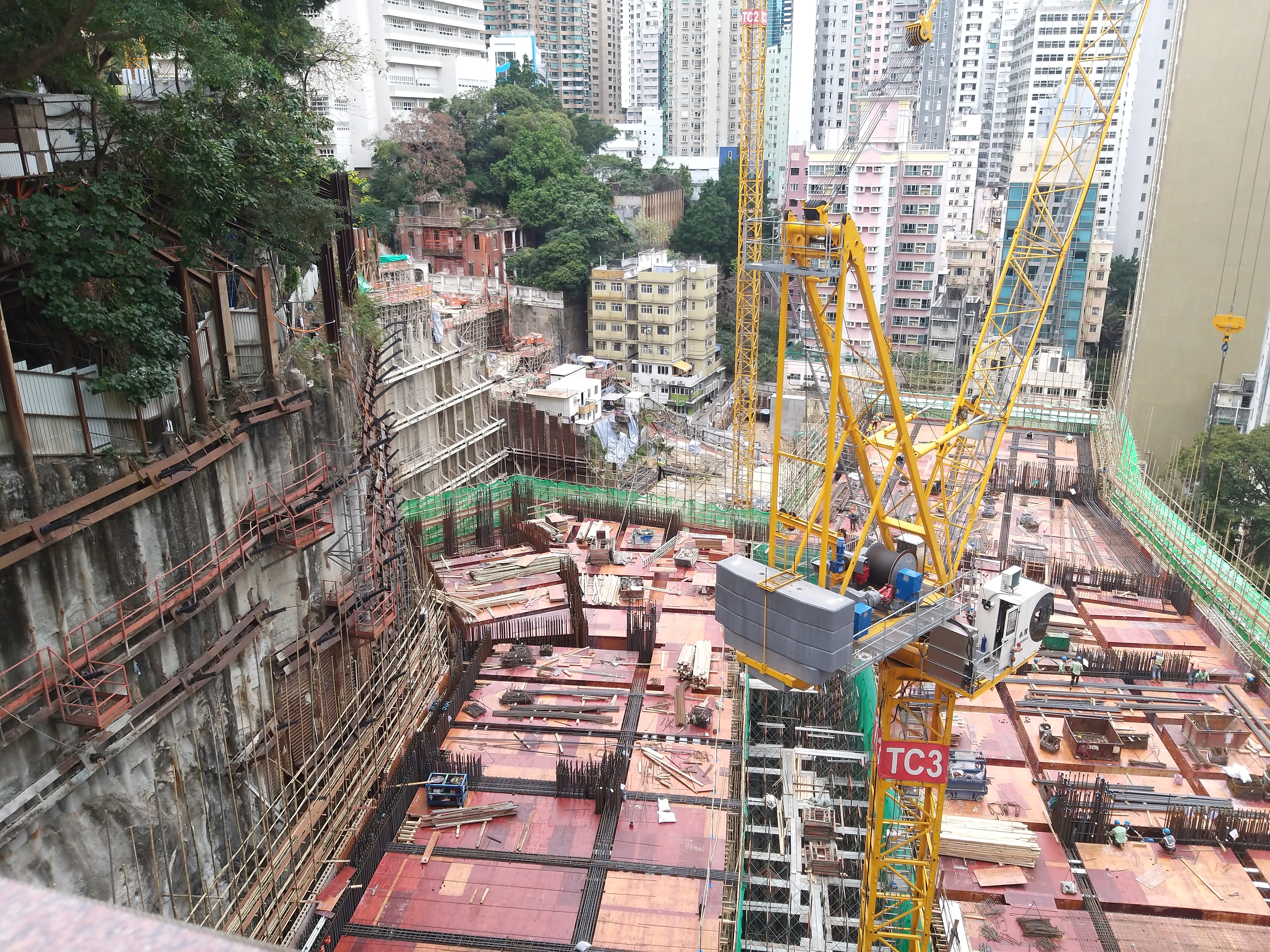
2020年2月
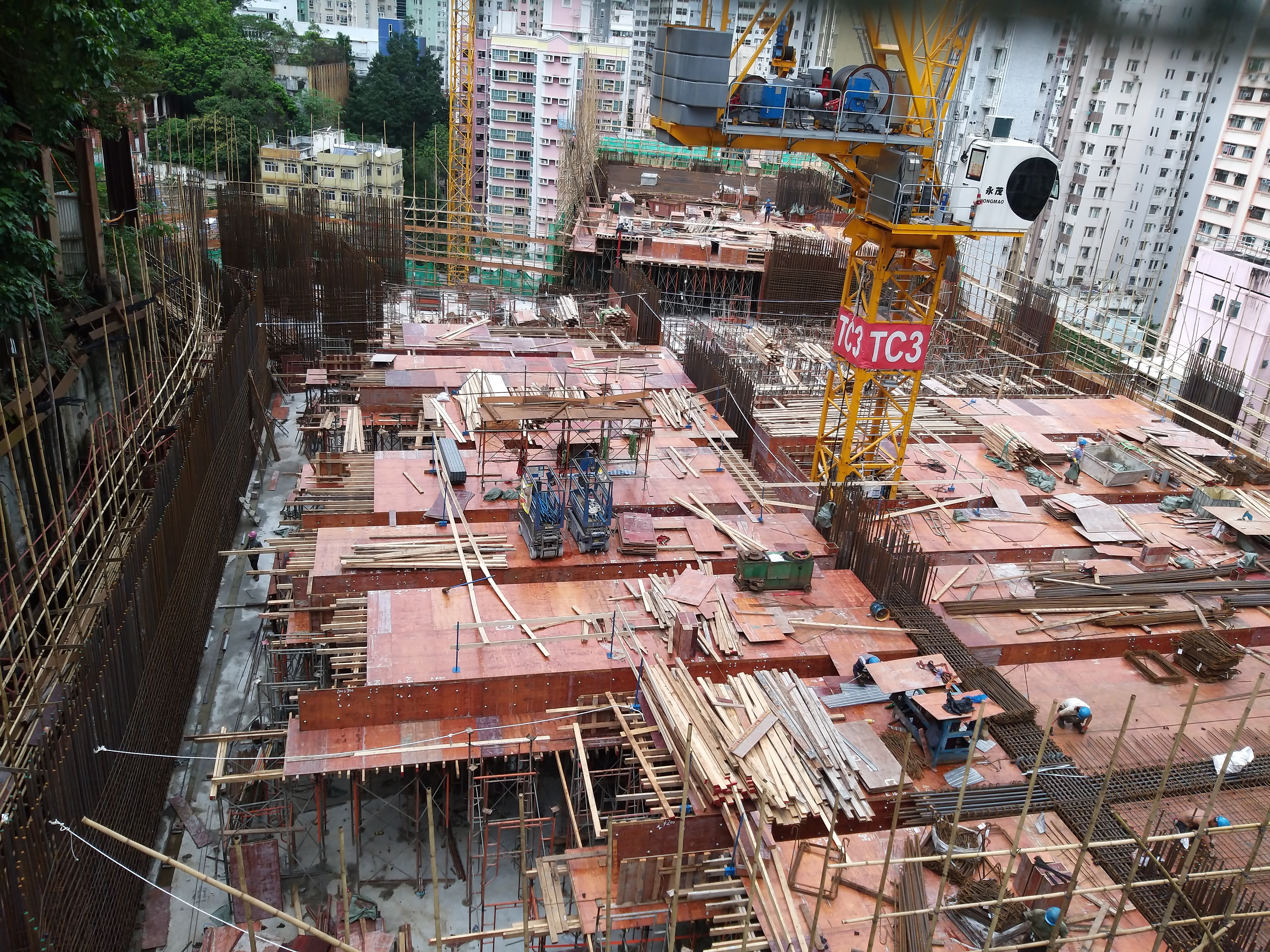
2020年6月
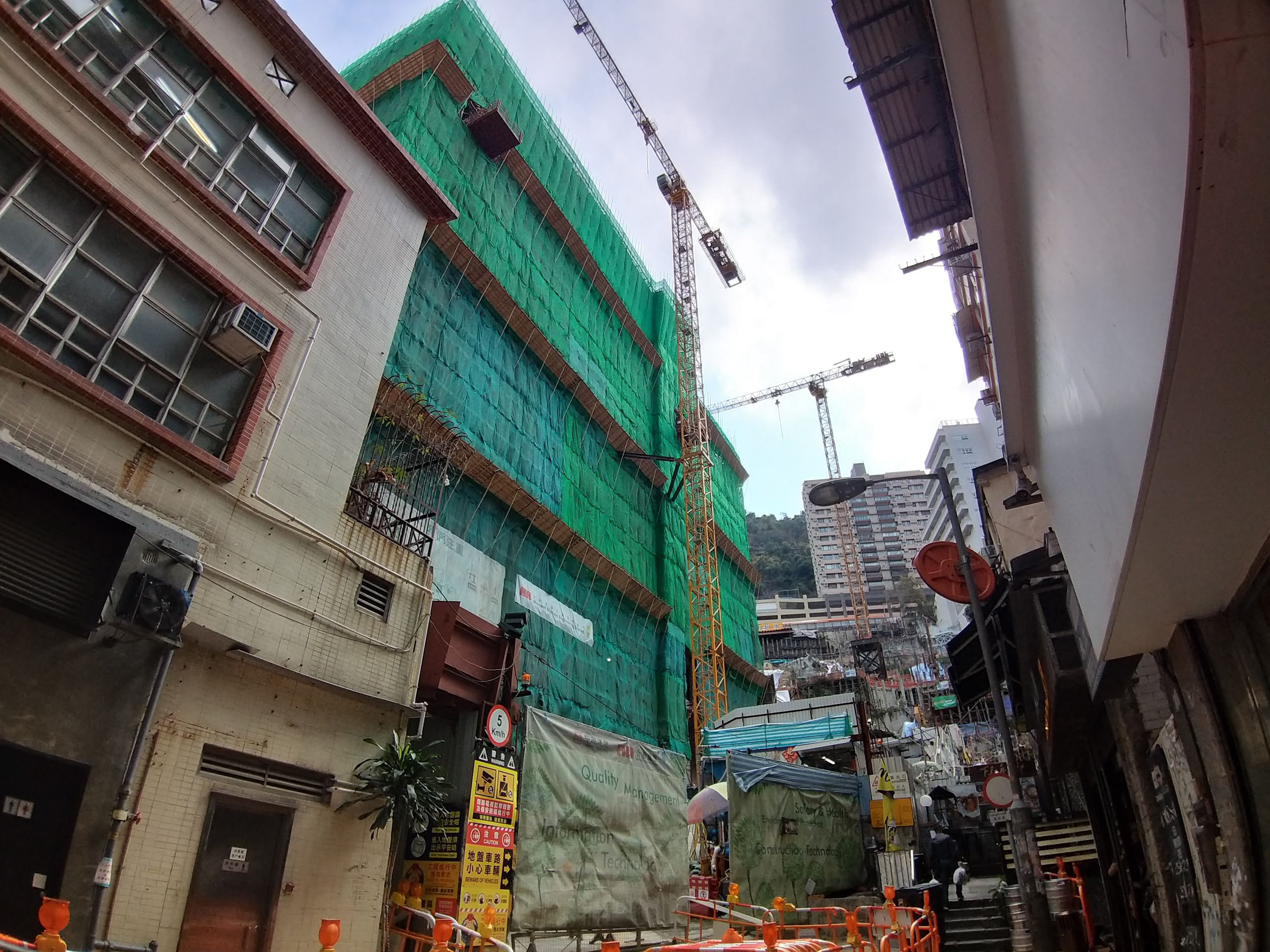
2021年2月
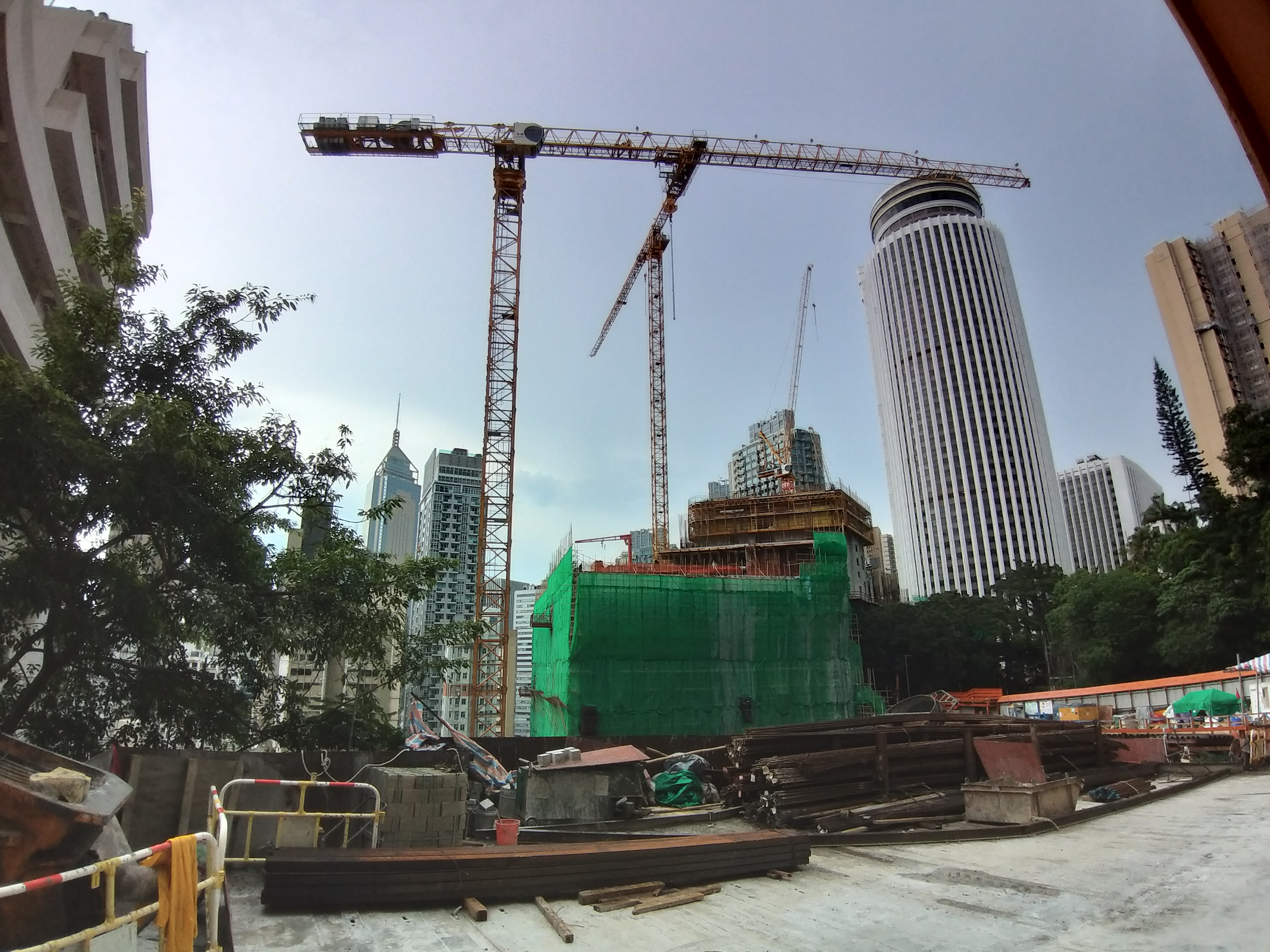
開始興建大樓主體，2021年8月
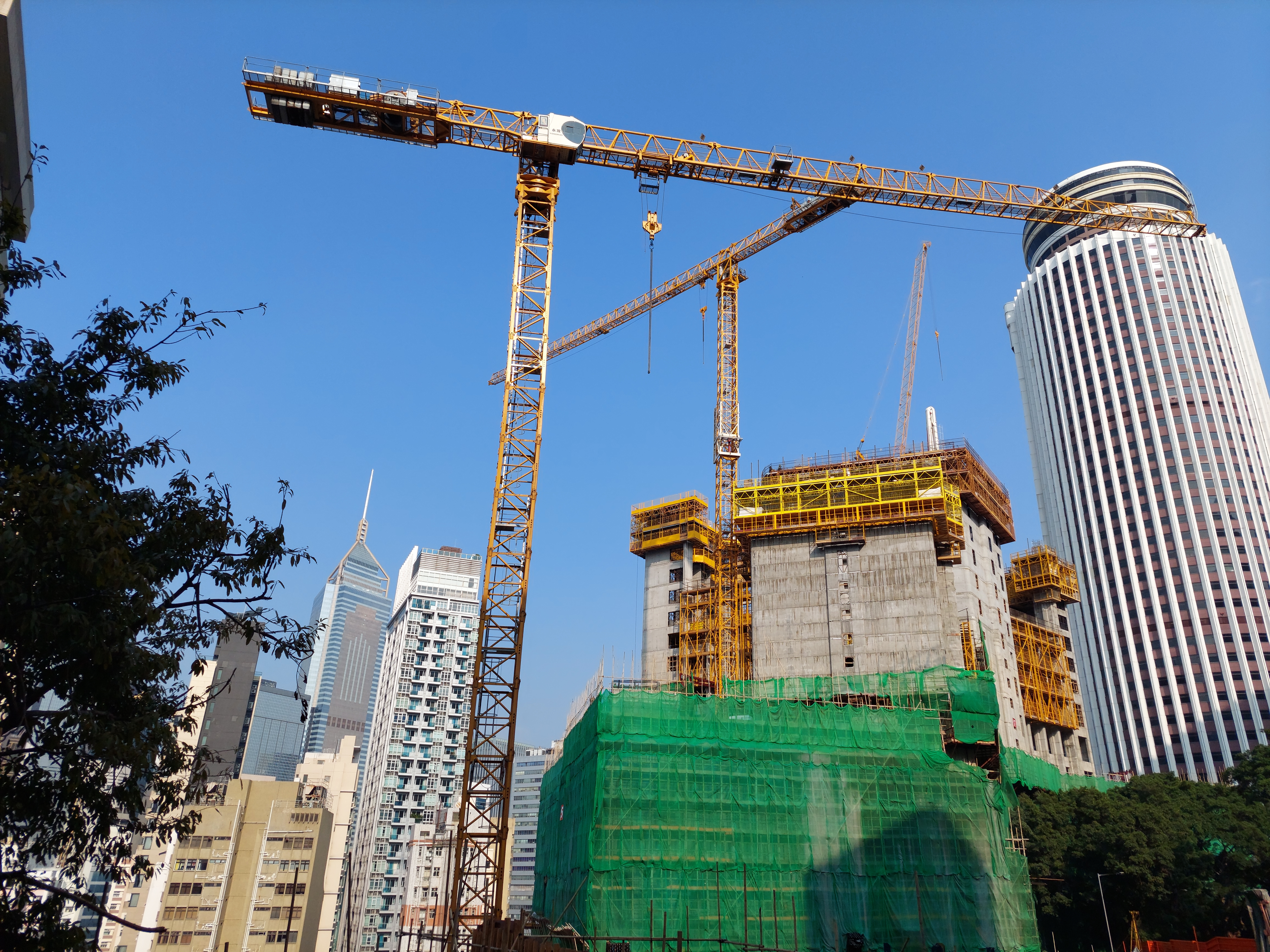
2022年1月
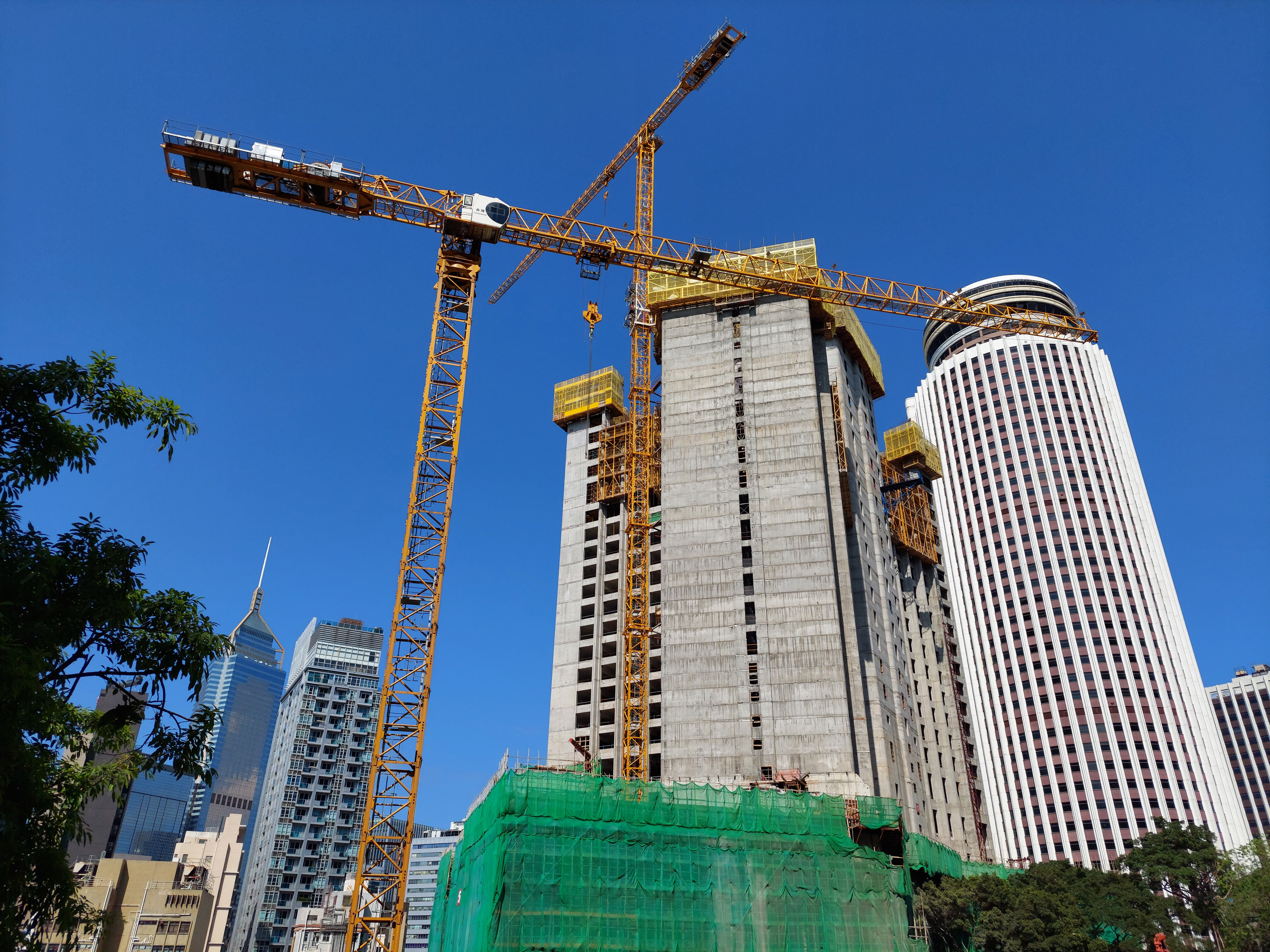
2022年4月
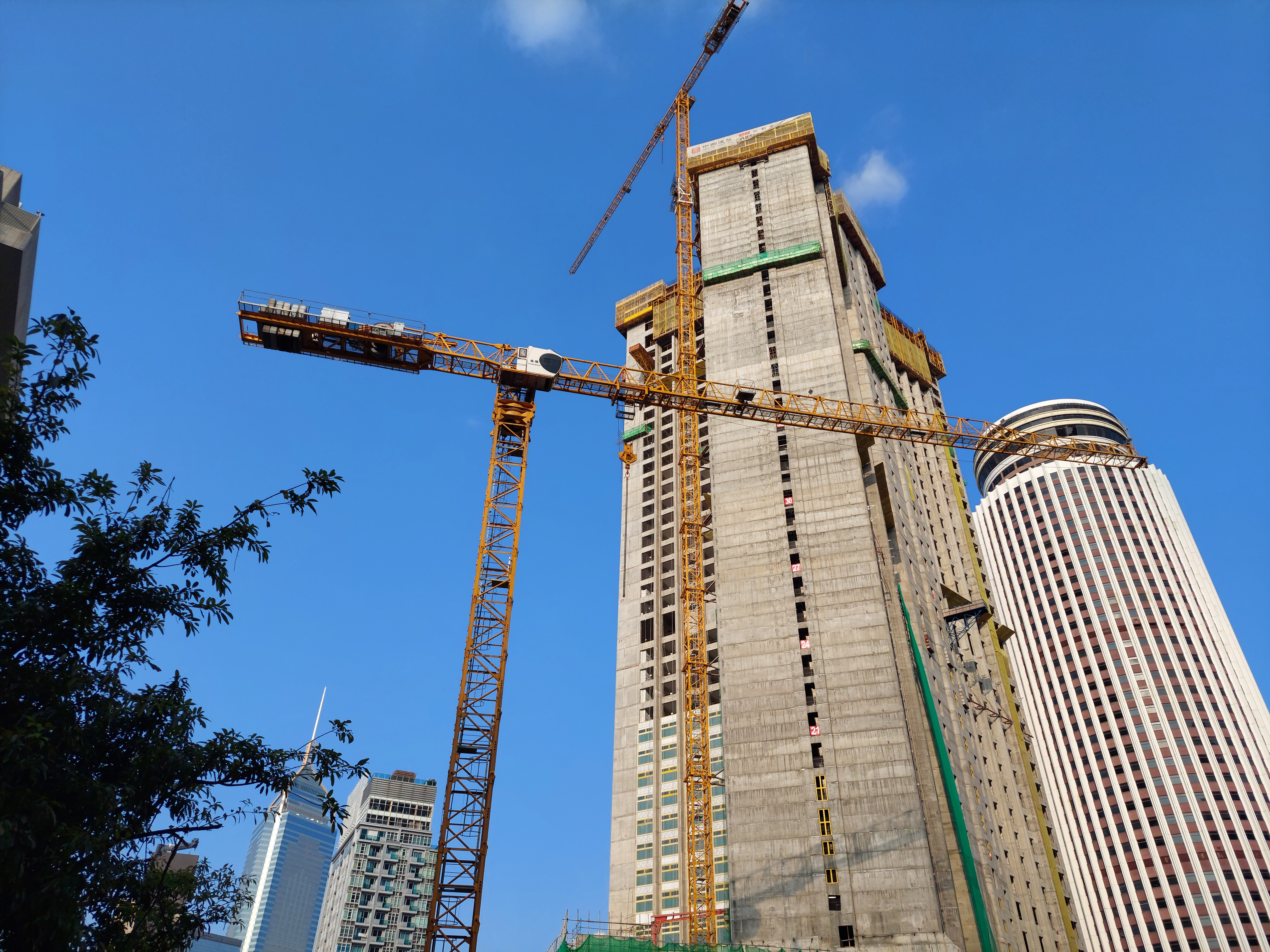
主體已建過半樓層，2022年10月
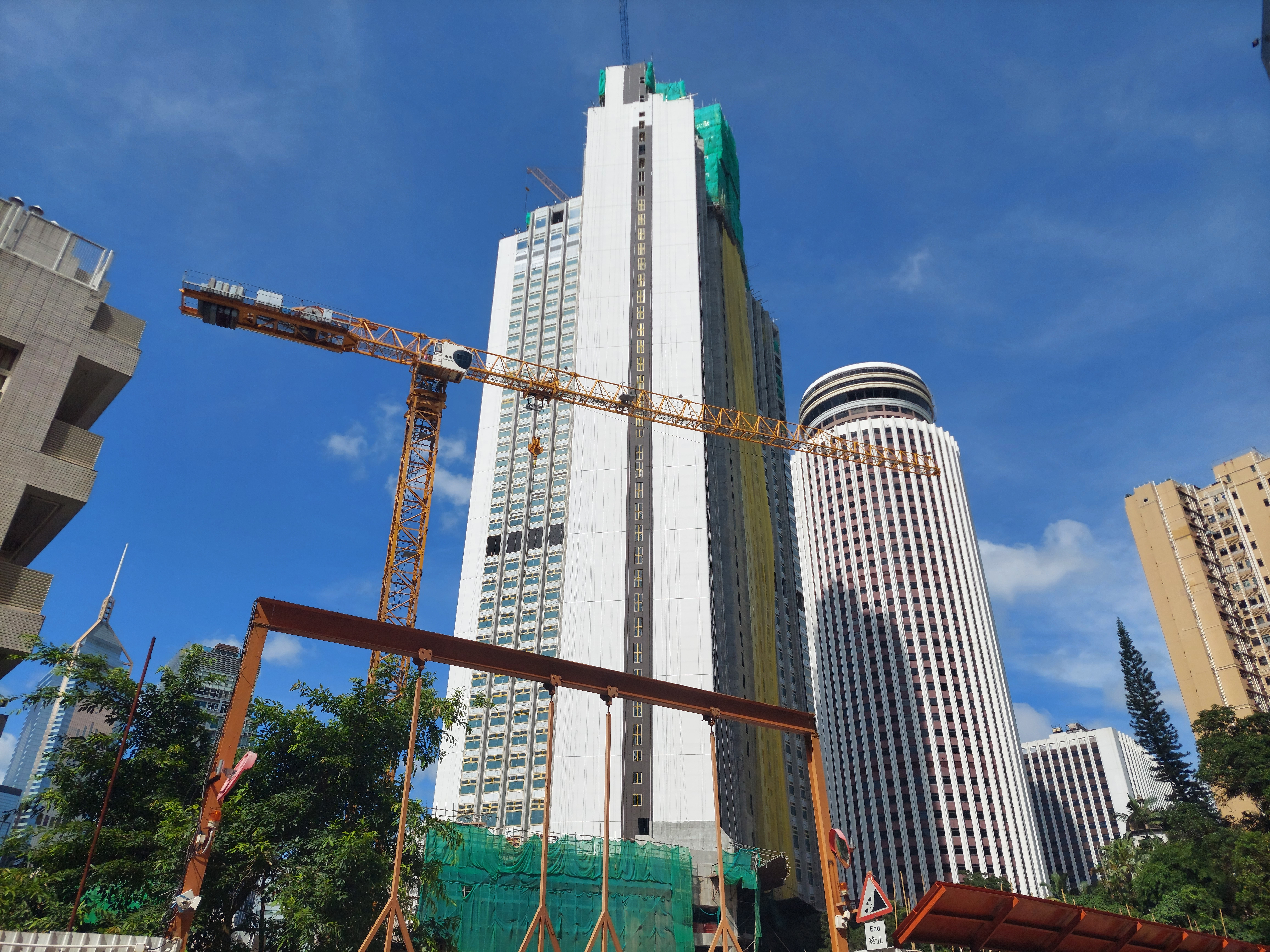
已封頂，2023年6月

## 各界意見

### 反對聲音
灣仔區特別是堅尼地道居民的反對意見為酒店會將「舊灣仔」的原始風貌破壞，以及高廈的興建會遮蔽本來的建築物，影響到附近一帶樓宇景觀和增加皇后大道東往銅鑼灣、北角及兩條海底隧道交通負荷量，故部份立法會議員及灣仔區議員表示反對計劃。

### 支持聲音
除了合和集團外，部份灣仔老街坊對計劃亦表示支持，他們期望計劃能帶熱該區經濟，並受益於計劃提出的6,000個就業機會。

### 其他聲音
灣仔區議會在2004年《灣仔區議會立場書》中曾提及已廣泛諮詢社區人士並收集到的一些支持及反對意見，同時作出建議及總結。
環保團體長春社關注到合和中心二期的興建的可持續性問題，如計劃對附近環境和交通的影響：狹長的堅尼地道能否承受相應的交通流量，並擔心影響到中環一帶；發展部份的政府斜坡上的樹林為灣仔區最大的，更會砍伐生長在古老石牆上的石牆樹，而合和實業則回應將會作出補償種植逹470棵，補償率高達124%，以改善環境，並增加綠化和有蓋休憩空間供灣仔區居民享用。此外，長春社亦注意到在2座60層高的大廈形成的屏風效應對鄰近一帶景觀造成的影響。
據胡應湘說，灣仔民政處曾發出785封信予灣仔區居民作調查，在收回375份當中，有274封支持。

## 屏風效應
最初在2004年合和集團灣仔南合和中心二期計劃時，由反對計劃的長春社提出屏風效應的問題，指酒店大樓設計（2幢樓高60層建築）如一道屏風，會影響灣仔區空氣流通。
而到了2008年11月，灣仔合和中心二期，在政府和發展商磋商下，終決定大幅削減發展密度及高度，由原來的九十三層減到五十五層，建築面積削減三成一，政府指合和履行了社會責任。但長春社公共事務經理李少文表示，由於發展項目規模大，即使降低發展比率，都會出現屏風樓效應，最終要視乎設計方案。

## 外部連結
- 合和中心二期官方網站（页面存档备份，存于）
- 合和酒店官方網站 （页面存档备份，存于）